# Rüblinghausen
Rüblinghausen ist ein Ortsteil der nordrhein-westfälischen Kreisstadt Olpe mit 1021 Einwohnern.

## Geographie
Rüblinghausen liegt südwestlich von Olpe am westlichen Ufer der Bigge. Westlich führt die Bundesautobahn 45 an der Ortschaft vorbei.
Der alte Ortskern ist nur noch um die sehenswerte Wallfahrtskapelle St. Matthäus zu finden, da Olpe und Rüblinghausen zusammengewachsen sind.

## Geschichte
Rüblinghausen wurde um 1422 unter dem Namen Rubbelkusen das erste Mal erwähnt. Er setzt sich aus einem Personennamen – möglicherweise Rubilo oder Hriubilo – und -inghausen zusammen und bezeichnet eine „Siedlung der Leute des Rubilo/Hriubilo“.
Frühe Anhaltspunkte über die Größe des Ortes ergeben sich aus einem Schatzungsregister (diente der Erhebung von Steuern) für das Jahr 1543. Demnach gab es in „Ribbelinghaußen“ 17 Schatzungspflichtige; diese Zahl könnte mit den damals vorhandenen Höfen bzw. Häusern übereingestimmt haben. Auffällig in dem Register ist die Häufigkeit des Namens „Zum Rosenthal“; auf Hanß, Clemenß und Jacob Zum Rosenthal entfallen die höchsten Abgaben.
Zwischen den 1830er und den 1860er Jahren bestand die Rüblinghauser Hütte.

## Persönlichkeiten
- Norbert Scheele, Heimatforscher
- Johann Nikolaus Düringer (1700–1756), Bildhauer